# بوی بد تن مرده
بوی بد تن مرده (به انگلیسی: The Stink of Flesh) یک فیلم سینمایی آمریکایی در ژانر کمدی سیاه و فیلم سکسنتفاعی محصول سال ۲۰۰۵ به کارگردانی اسکات فیلیپس است. این فیلم دربارهٔ گروهی از زامبی‌ها در یک بیابان را به تصویر می‌کشد. این فیلم شامل سکانسی از رابطه زامبی و انسان زنده می‌باشد.